# Episodi di Wild Bill Hickok (quinta stagione)
La quinta stagione della serie televisiva Wild Bill Hickok è andata in onda negli Stati Uniti dal 21 novembre 1954 al 13 febbraio 1955 in syndication.
| nº | Titolo originale             | Prima TV USA     |
| -- | ---------------------------- | ---------------- |
| 1  | The Maverick                 | 21 novembre 1954 |
| 2  | The Kid from Red Butte       | 28 novembre 1954 |
| 3  | Masquerade at Moccasin Flats | 5 dicembre 1954  |
| 4  | Stolen Church Funds          | 12 dicembre 1954 |
| 5  | Ol' Pardner Rides Again      | 19 dicembre 1954 |
| 6  | The Gorilla of Owl Hoot Mesa | 26 dicembre 1954 |
| 7  | Superstition Stage           | 2 gennaio 1955   |
| 8  | Cry Wolf                     | 9 gennaio 1955   |
| 9  | The Boy and the Hound Dog    | 16 gennaio 1955  |
| 10 | The Sheriff's Secret         | 23 gennaio 1955  |
| 11 | To the Highest Bidder        | 30 gennaio 1955  |
| 12 | Sundown Valley               | 6 febbraio 1955  |
| 13 | Sagebrush Manhunt            | 13 febbraio 1955 |

## The Maverick
- Diretto da:
- Scritto da:

### Trama
- Interpreti: Guy Madison (U.S. Marshal Wild Bill Hickok), Andy Devine (vice Marshal Jingles), Marshall Reed (scagnozzo Jim), Sally Mansfield (Paula Young), Tommy Cook (Claude Holt), George Eldredge (sceriffo Ed Ward), William Tannen (Tom Maples), Gordon Wynn (Thatch Barnes), Bill Crandall (scagnozzo Roy)

## The Kid from Red Butte
- Diretto da:
- Scritto da:

### Trama
- Interpreti: Guy Madison (U.S. Marshal Wild Bill Hickok), Andy Devine (vice Marshal Jingles), Charles Fredericks (Jonathan Higgins), Sam Flint (Caleb), Gordon Gebert (Tim Nolan), Murray Alper (Pete Vernon), Alice Ralph (Annie), Isabelle Dwan (Ophelia), Henry Rowland (Phil Phillips), Art Dillard (Buck Nolan)

## Masquerade at Moccasin Flats
- Diretto da:
- Scritto da:

### Trama
- Interpreti: Guy Madison (U.S. Marshal James Butler 'Wild Bill Hickok), Andy Devine (vice Marshal Jingles P. Jones), Kenneth Alton (Fred Mason), Robert Bray (sceriffo Roberts), John Damler (Bart Gorham), Ella Ethridge, Elizabeth Harrower (Mrs. Tweety), Myron Healey (Dobe), Tom Hubbard, Wes Hudman (Jim)

## Stolen Church Funds
- Diretto da:
- Scritto da:

### Trama
- Interpreti: Guy Madison (U.S. Marshal Wild Bill Hickok), Andy Devine (vice Marshal Jingles), Sam Flint (reverendo Crenshaw), Rory Mallinson (Clete), John Eldredge (Banker Botkin), Morgan Jones (Cheyenne), Jay Kirby (Ralph), Louis Lettieri (Toby), Steve Pendleton (scagnozzo)

## Ol' Pardner Rides Again
- Diretto da:
- Scritto da:

### Trama
- Interpreti: Guy Madison (U.S. Marshal James Butler 'Wild Bill Hickok), Andy Devine (vice Marshal Jingles P. Jones), Bill Coontz (Smoke), William Fawcett, Fred Gabourie (Coyote), Don C. Harvey (Root Yancy), Raymond Hatton (Josh Ledbetter), I. Stanford Jolley (Jasper Enlow), Wayne Mallory (Rango), Francis McDonald (giudice John Pecksniff)

## The Gorilla of Owl Hoot Mesa
- Diretto da:
- Scritto da:

### Trama
- Interpreti: Guy Madison (U.S. Marshal Wild Bill Hickok), Andy Devine (vice Marshal Jingles P. Jones), John Carradine (Sir Rodney Brentwood), Rand Brooks (Ob Wilkins), Harry Lauter (Replaced by Frost (credit only)), Paul McGuire (scagnozzo Cooney), Reed Howes (scagnozzo Hartley), Wayne Mallory (Express Clerk), Lane Chandler (Replaced (credit only)), George Barrows, Terry Frost (Walt Wilkins), Pete Kellett

## Superstition Stage
- Diretto da:
- Scritto da:

### Trama
- Interpreti: Guy Madison (U.S. Marshal James Butler 'Wild Bill Hickok), Andy Devine (vice Marshal Jingles P. Jones), John Damler (Ward), Jim Diehl (Frank), Tom Hubbard (Joey), Lucien Littlefield (Jed), Zon Murray (Jack), Jacqueline Park (Madeline), William Pullen (Al)

## Cry Wolf
- Diretto da:
- Scritto da:

### Trama
- Interpreti: Guy Madison (U.S. Marshal Wild Bill Hickok), Andy Devine (vice Marshal Jingles Jones), Don Haggerty (Neary), Edward Norris (Jack Slade), Brad Morrow (Dan Neary), Virginia Carroll (Mrs. Neary), Larry Chance (scagnozzo), Joel Smith (scagnozzo Tritt), Joel Allen (Bidot, Fur Seller)

## The Boy and the Hound Dog
- Diretto da:
- Scritto da:

### Trama
- Interpreti: Guy Madison (U.S. Marshal Wild Bill Hickok), Andy Devine (vice Marshal Jingles P. Jones), Elisha Cook Jr. (Jumper Joe), Douglas Fowley (RufeTolliver), Tristram Coffin (Lee Tolliver), Rick Vallin (scagnozzo Melford), Mickey Little (Tad Tolliver), Fred Kelsey (Solitary Smith), Jack Mulhall (sceriffo Jim Daly)

## The Sheriff's Secret
- Diretto da:
- Scritto da:

### Trama
- Interpreti: Guy Madison (U.S. Marshal Wild Bill Hickok), Andy Devine (vice Marshal Jingles Jones), Alan Wells (sceriffo Dave Kingman), Patricia Lynn (Mary Kingman), Rudy Lee (Sandy), Carleton Young (Cole Maddox), Mauritz Hugo (Frank Reno), William Haade (Billy Reno), Ralph Sanford (	negoziante Buck Jameson), Harry Hayden (Jesse Faraday), Jack Low (Fred), Rory Mallinson (Silas)

## To the Highest Bidder
- Diretto da:
- Scritto da:

### Trama
- Interpreti: Guy Madison (U.S. Marshal Wild Bill Hickok), Andy Devine (vice Marshal Jingles Jones), Joi Lansing (Dolores Carter), Stephen Wyman (sceriffo Mark Young), Kem Dibbs (Payne), Fred Libby (Holland), Almira Sessions (donna at Auction), Art Dillard (Tim Shoop), Jack Low (uomo at Auction)

## Sundown Valley
- Diretto da:
- Scritto da:

### Trama
- Interpreti: Guy Madison (U.S. Marshal Wild Bill Hickok), Andy Devine (vice Marshal Jingles), William Bryant (dottor Jeff Laughton), Dan White (Warner Laughton), Dorothy Patrick (Amy Laughton), Brad Morrow (Bobby Laughton), Fred Sherman (Fred), Frank Christi (Frank), Jack Reynolds (Willy), John L. Cason (Jess)

## Sagebrush Manhunt
- Diretto da:
- Scritto da:

### Trama
- Interpreti: Guy Madison (U.S. Marshal James Butler 'Wild Bill Hickok), Andy Devine (vice Marshal Jingles P. Jones), Gregg Barton (Larkin), Kenne Duncan (Gus), Charles Anthony Hughes (Doc Trimble), Lewis Martin (sergente Ramsey), John Morlas (caporale Ed Artusi), Jill Richards (Mary Olsen), Richard Thorne (Steve Baker)